# Bogis-Bossey
Bogis-Bossey ist eine politische Gemeinde im Distrikt Nyon des Kantons Waadt in der Schweiz.

## Geographie
Die Doppelgemeinde liegt 6 km südwestlich des Bezirkshauptortes Nyon (Luftlinie). Bogis erstreckt sich auf 468 m ü. M. am Ostrand der Talebene der Versoix, am Bach Greny, Bossey liegt auf 441 m ü. M. auf dem Höhenrücken, der den Genfersee an seiner Westseite begleitet.
Die Fläche des 2,4 km² grossen Gemeindegebiets umfasst einen kleinen Abschnitt des Rückens zwischen der Versoix im Westen und dem Genfersee im Osten. Der höchste Punkt von Bogis-Bossey erreicht 475 m ü. M. Die westliche Begrenzung bildet der Flusslauf der Versoix, die in einer teils sumpfigen Talebene (Les Bidonnes) verläuft. Bei Bogis wird ein Teil des Wassers der Versoix abgeleitet, und in einem Kanal durch Bogis den direkt in den Genfersee fliessenden Bächen Greny und Le Brassu zugeführt. Von der Gemeindefläche entfielen 1997 12 % auf Siedlungen, 27 % auf Wald und Gehölze, 59 % auf Landwirtschaft und etwas weniger als 2 % war unproduktives Land.
Bogis-Bossey besteht aus dem Hauptdorf Bogis und dem Weiler Bossey, daneben gibt es noch einige Einzelhöfe. Nachbargemeinden von Bogis-Bossey sind Crassier, Founex und Chavannes-de-Bogis im Kanton Waadt, Céligny im Kanton Genf sowie Divonne-les-Bains im angrenzenden Frankreich.

## Bevölkerung
Mit 984 Einwohnern (Stand 31. Dezember 2023) gehört Bogis-Bossey zu den kleineren Gemeinden des Kantons Waadt. Von den Bewohnern sind 66,1 % französischsprachig, 17,2 % englischsprachig und 7,7 % deutschsprachig (Stand 2000). Die Bevölkerungszahl von Bogis-Bossey belief sich 1850 auf 131 Einwohner, 1900 auf 147 Einwohner. Nach 1980 (187 Einwohner) setzte eine rasante Bevölkerungszunahme mit einer Vervierfachung der Einwohnerzahl innerhalb von 20 Jahren ein.

## Wirtschaft
Bogis-Bossey war bis in die zweite Hälfte des 20. Jahrhunderts ein hauptsächlich durch die Landwirtschaft geprägtes Dorf. An den Hängen unterhalb von Bossey gibt es etwas Weinbau, sonst herrscht der Ackerbau vor. Weitere Arbeitsplätze sind im lokalen Kleingewerbe und im Dienstleistungssektor vorhanden. In den letzten Jahrzehnten hat sich Bogis-Bossey zu einer Wohngemeinde entwickelt. Die meisten Erwerbstätigen sind Wegpendler (rund 85 %), die vor allem in Genf arbeiten.

## Verkehr
Die Gemeinde liegt zwar abseits grösserer Durchgangsstrassen, ist aber verkehrstechnisch trotzdem gut erschlossen. Bogis liegt an der Kantonsstrasse von Chavannes-de-Bogis nach Crassier. Der Autobahnanschluss Coppet an der A1 (Genf-Lausanne), die durch das Gemeindegebiet verläuft, befindet sich nur rund 2 km vom Dorf entfernt. Durch den Postautokurs, der von Nyon nach Coppet verkehrt, ist Bogis an das Netz des öffentlichen Verkehrs angebunden.

## Geschichte
Die erste urkundliche Erwähnung von Bogis erfolgte 1135 unter dem Namen Bittgeium ad pontetulum. Später erschienen die Bezeichnungen Bugeium (1166), Buggeium (1197), Boggie (1251), Bogie (1320), Bogiez und Bogier (1401) sowie Bogies (1686). Bossey wurde 1178 erstmals als Bossye erwähnt. Seit dem 12. Jahrhundert gehörten Bogis und Bossey der Zisterzienserabtei Bonmont. Mit der Eroberung der Waadt durch Bern im Jahr 1536 kamen die Dörfer unter die Verwaltung der Landvogtei Nyon. Sie wurden 1542 zu einer kleinen Herrschaft zusammengefasst. Als Bonmont 1711 von Nyon abgetrennt wurde, war Bogis-Bossey Sitz einer Kastlanei in der Vogtei Bonmont. Nach dem Zusammenbruch des Ancien Régime gehörte Bogis-Bossey von 1798 bis 1803 während der Helvetik zum Kanton Léman, der anschliessend mit der Inkraftsetzung der Mediationsverfassung im Kanton Waadt aufging.

## Sehenswürdigkeiten
Das Schloss Bossey (Château de Bossey) wurde 1722 unter der Genfer Familie Turettini errichtet. Es wechselte häufig den Besitzer und gehört seit 1946 dem Ökumenischen Rat der Kirchen, der darin eine ökumenische Hochschule und eine Tagungsstätte einrichtete, das Ökumenische Institut Bossey. Neben dem seit 2000 in Etappen renovierten Schloss, der Kapelle und den ehemaligen Wirtschaftsgebäuden, ist der Schlossgarten mit Blick über den Genfersee zum Mont Blanc sehenswert. Bogis-Bossey besitzt keine eigene Kirche, es gehört zur Pfarrei Crassier.